# Noelia Artigas
Noelia Beatriz Artigas Pizzo (4. lipnja 1989.) urugvajska je rukometna vratarka. Članica je urugvajske ženske rukometne reprezentacije, s kojom je nastupila na Svjetskom prvenstvu 2011. u Brazilu.
Potomak je iz obitelji poznatog urugvajskog vojnog zapovjednika i "oca urugvajske domovine" Joséa Gervasia Artigasa.